# 자기 공진 결합
자기 공진 결합(resonant inductive coupling), 공진 유도 결합, 자기 위상 동기 결합(magnetic phase synchronous coupling)은 느슨하게 결합된 코일의 "2차"(부하 지지) 측이 공진할 때 결합이 더 강해지는 유도 결합 현상이다. 이러한 유형의 공진 변압기는 아날로그 회로에서 대역통과 필터로 사용되는 경우가 많다. 공진 유도 결합은 휴대용 컴퓨터, 전화기, 차량용 무선 전력 시스템에도 사용된다.

## 같이 보기
- 감쇠장
- 유도계수
- 워든클라이프 탑